# Radiant-Gletscher
Der Radiant-Gletscher ist ein Gletscher im ostantarktischen Viktorialand. An der Ostseite der Royal Society Range fließt er von einem hochgelegenen Bergkessel unmittelbar südöstlich des Mount Rucker nach Osten zum Walcott-Gletscher.
Vermessungen des Gletschers durch Teilnehmer einer von 1960 bis 1961 dauernden Kampagne im Rahmen der neuseeländischen Victoria University’s Antarctic Expeditions hatten ein Winkelmaß von exakt einem Radiant (1 rad) ergeben, was dem Gletscher seinen Namen verlieh.